# Juan Rodríguez Cabrillo

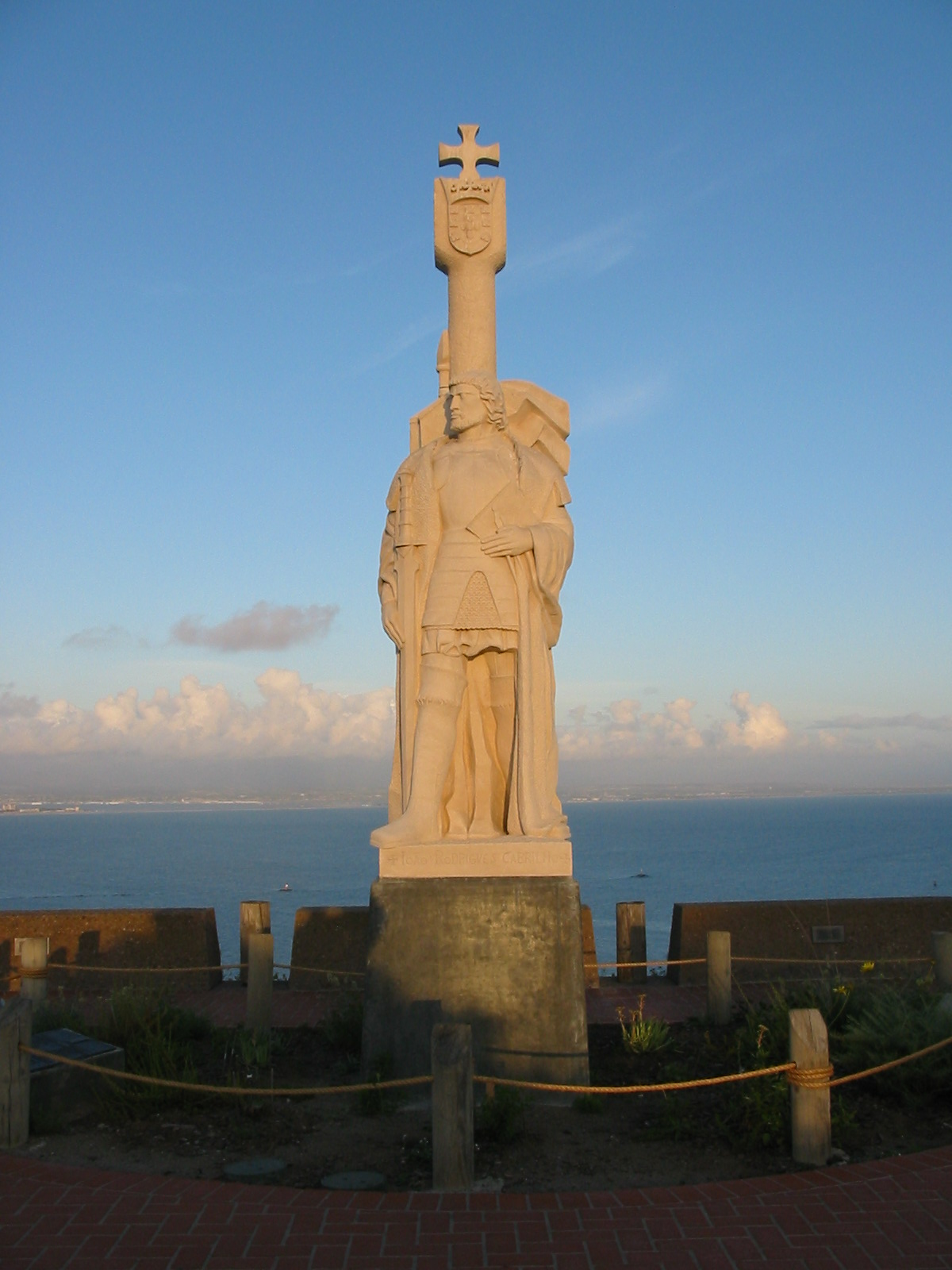
Cabrillo National Monument am Point Loma in San Diego

Juan Rodríguez Cabrillo oder nach der portugiesischen Schreibweise João Rodrigues Cabrilho (* um 1499; † 3. Januar 1543) war ein portugiesischer oder spanischer Entdecker in spanischen Diensten. Er starb 1543 auf der Insel San Miguel an den Folgen von Wundbrand.

## Leben
Es ist nur wenig über Rodríguez Cabrillo bekannt, bis er 1519 in den Listen der Armee von Hernán Cortés auftauchte. 1520 kam er als Soldat unter der Führung von Pánfilo de Narváez von Kuba nach Mexiko. Nach dem Sieg über die Azteken schloss er sich verschiedenen militärischen Expeditionen im heutigen Südmexiko, Guatemala und San Salvador an. Als Lohn erhielt er Land in Guatemala, wo er zu Reichtum durch Goldabbau unter Zuhilfenahme indianischer Zwangsarbeiter gelangte.
1532 segelte er nach Spanien, heiratete Beatriz Sánchez de Ortega und kehrte mit ihr nach Guatemala zurück. Aus dieser Ehe gingen zwei Söhne hervor. Er etablierte sich als Geschäftsmann in Guatemala, indem er mittels von spanischen Handwerkern gebauter Schiffe entlang der Pazifikküste Handel trieb.

## Expedition

### Vorbereitung
Pedro de Alvarado, zu dieser Zeit Gouverneur Guatemalas, beauftragte Cabrillo, Schiffe zu bauen und die notwendige Ausrüstung zusammenzustellen, um eine Expedition entlang der Nordküste Neuspaniens (heute Kalifornien) zu unternehmen. Nach Alvarados Tod beauftragte ihn der Vizekönig von Mexiko Antonio de Mendoza als Kommandeur die Segelexpedition zu leiten.

### Ziele
Cabrillo sollte eine Verbindung zwischen dem Pazifischen und dem Atlantischen Ozean suchen. Zusätzlich bekam er den Auftrag, die sagenhaften Sieben Städte aus Gold, auch bekannt unter dem Namen Cibola, die sich angeblich in der Nähe des Pazifiks, nördlich von Neu-Spanien befinden sollten, zu suchen. Francisco Vásquez de Coronado, der zuvor eine Landexpedition in die Gebiete im Norden von Neu-Spanien unternommen hatte, hatte ebenfalls den Befehl bekommen, nach Cibola zu suchen.

### Verlauf
Cabrillo verließ den Hafen von Navidad, in der Nähe des heutigen Manzanillo in Mexiko am 24. Juni 1542. Seine Expedition war ausgerüstet für eine Dauer von zwei Jahren und bestand aus drei Schiffen, unter ihnen das Flaggschiff San Salvador, das von Cabrillo selbst entworfen worden war.
Am 28. September 1542 ging er bei San Diego am Point Loma als erster Europäer an Land und erklärte seine Entdeckung zum Besitz der Spanischen Krone. Ursprünglich gab er diesem Ort den Namen San Miguel, er wurde jedoch 1602 von Sebastián Vizcaíno in San Diego umbenannt. Während seines Aufenthalts nahm er Kontakt mit den Kumeyaay-Indianern auf. Am 3. Oktober verließ die Expedition die Bucht von San Diego. Am 6. Oktober erreichte sie San Pedro, am 9. Santa Monica, am 10. San Buenaventura, am 13. Santa Barbara und am 17. Point Concepcion. Wegen ungünstiger Winde kehrten die Schiffe um und ankerten vor der Insel San Miguel. Mit günstigerem Wind erreichten sie Santa Maria am 11. November und wenig später das Santa Lucia-Gebirge. Die beiden Schiffe wurden kurz danach durch einen Sturm getrennt, trafen sich jedoch am 15. November bei Año Nuevo nördlich von Santa Cruz wieder. Im weiteren Verlauf der Reise entlang der kalifornischen Küste gelangten sie bis auf die Höhe von San Francisco, ohne jedoch die Bucht von San Francisco zu entdecken. Am 23. November kehrte die Expedition um und verbrachte die nächsten drei Monate im Winterquartier auf der Insel San Miguel. Hier wurde Cabrillo bei einer Auseinandersetzung mit Indianern am 24. Dezember schwer verletzt und verstarb kurz danach. Der Ort seines Grabes ist unbekannt, es gibt jedoch Vermutungen, dass es sich auf der Insel Santa Catalina befindet.
Seine Mannschaft führte die Reise unter Führung des ersten Steuermanns Bartolomé Ferrelo bis zum Rogue River in Oregon fort, bis sie mangels Vorräten und wegen des einsetzenden Winters nach Mexiko umkehren mussten. Sie erreichten Navidad am 14. April 1543.

### Ausgang der Expedition
Nach Zeitgenossen von Cabrillo wurde die Expedition als erfolglos angesehen und geriet schnell in Vergessenheit. Originaldokumente sind nicht erhalten geblieben. In Erinnerung an den ersten Europäer, der die Westküste der heutigen USA erreichte, wurde am 14. Oktober 1913 an dieser Stelle in San Diego (Point Loma) das Cabrillo National Monument errichtet und eingeweiht.